# メタルカラーの時代
『メタルカラーの時代』（メタルカラーのじだい）は、山根一眞の連載記事および著作。内容は、山根が各分野のメタルカラーと対談し、それを纏めたもの。

## 概要
1991年以降『週刊ポスト』にて連載。順次、単行本・文庫として小学館から刊行されている。連載開始当初は「ビジネス生モノ市場」「新マエストロ名匠列伝」というタイトルだった。2007年8月6日発売の『週刊ポスト 8月17/24日合併号』にて連載終了。連載回数は784回に及んだ。
対象となる技術者は主に日本人であり、日本が優れた技術を有していると考えられている分野について取り上げている。特定の技術・プロジェクトに着目し、その専門家に対し、一般人の立場からインタビューを行うことで、その技術をより平易に解説し、開発過程の困難さ、将来的な発展の可能性、社会的な問題点などを浮き彫りにしている。大衆向け雑誌の『週刊ポスト』で連載していたため、厳密さより分かり易さを優先している。
特定の製品などを取り上げている場合もあるが、基礎的な技術を取り上げたり、地震などの災害対策を取り上げたケースもある。
著者はたびたび『プロジェクトX〜挑戦者たち〜』が、自らの『メタルカラーの時代』の二番煎じであると批判している。

## 書籍一覧
全て小学館より発行。

### 単行本
- 『「メタルカラー」の時代』 1993年 ISBN 978-4-09-379421-3
- 『メタルカラーの時代2』 1995年 ISBN 978-4-09-379422-0
- 『メタルカラーの時代3』 1998年 ISBN 978-4-09-379423-7
- 『メタルカラーの時代4』 2000年 ISBN 978-4-09-379424-4
- 『メタルカラーの時代5 日本の力・日本の仕事・日本の未来』 2001年 ISBN 978-4-09-379425-1
- 『メタルカラーの時代6 しぶといモノ作り』 2003年 ISBN 978-4-09-379426-8
- 『メタルカラー烈伝 温暖化クライシス』 2006年 ISBN 978-4-09-379428-2
- 『メタルカラー烈伝 “トヨタ世界一時代”の日本力』 2007年 ISBN 978-4-09-379429-9
- 『メタルカラー烈伝 鉄』 2008年 ISBN 978-4-09-379430-5

### 文庫
全て小学館文庫。
- 『メタルカラーの時代1』 1997年 ISBN 978-4-09-402191-2
- 『メタルカラーの時代2』 1998年 ISBN 978-4-09-402192-9
- 『メタルカラーの時代3』 1998年 ISBN 978-4-09-402193-6
- 『メタルカラーの時代4』 1998年 ISBN 978-4-09-402194-3
- 『メタルカラーの時代5』 1998年 ISBN 978-4-09-402195-0
- 『メタルカラーの時代6 ロケットと深海艇の挑戦者』 2004年 ISBN 978-4-09-402196-7
- 『メタルカラーの時代7 デジタル維新の一番走者』 2004年 ISBN 978-4-09-402197-4
- 『メタルカラーの時代8 役者揃いの北九州メタル都市』 2004年 ISBN 978-4-09-402198-1
- 『メタルカラーの時代9 「壊れぬ技術」のメダリスト』 2004年 ISBN 978-4-09-402199-8
- 『メタルカラーの時代10 猛速度こそ我が人生』 2005年 ISBN 978-4-09-402200-1
- 『メタルカラーの時代11 わくわくする大科学の創造主』 2005年 ISBN 978-4-09-408052-0
- 『メタルカラーの時代12 空前絶後のスーパー仕事師』 2006年 ISBN 978-4-09-408079-7
- 『メタルカラーの時代13 100年後に残すメガ仕事』 2008年 ISBN 978-4-09-408307-1
- 『メタルカラーの時代14 クールアースの創世記』 2009年 ISBN 978-4-09-408344-6
- 『メタルカラーの時代15 町工場からノーベル賞まで』 2009年 ISBN 978-4-09-408400-9